# PhoP/PhoQ
PhoP/PhoQ és un sistema regulador de dos components que es troba en alguns bacteris gramnegatius com Escherichia coli, Salmonella enterica Typhi, i Yersinia pestis. Generalment, un sistema regulador de dos components està format per un sensor cinasa i un regulador de la resposta. En el cas del PhoP/PhoQ, el PhoQ actua com el sensor cinasa, mentre que PhoP fa la funció de regulador de la resposta.

## Funcions
Com tots els sistemes de dos components, la funció del PhoP/PhoQ és la de permetre als organismes respondre a canvis al seu entorn. Durant els primers anys d’estudi d’aquest complex se li va atribuir la funció genèrica d’induir l'expressió de factors de virulència. En cada etapa de la infecció, el bacteri necessita un factor de virulència específic que li confereix un avantatge òptim. El complex PhoP/PhoQ s’encarrega de detectar quan el bacteri és dins la cèl·lula, on hi ha concentracions baixes de Mg2+, i activar l'expressió de gens que codifiquen proteïnes que permeten al bacteri infectar i envair l’hoste de forma més efectiva.
Més recentment, s’ha començat a estudiar les funcions específiques d’aquestes proteïnes sintetitzades a partir de l’activació del PhoP/PhoQ. En un bacteri específic, per exemple la Salmonella enterica, aquest complex pot estar regulant la síntesi de més de 40 proteïnes. Aquestes proteïnes tenen funcions diverses que van des d'induir l’aparició de proteases que protegeixin el bacteri contra pèptids antimicrobians i altres components de la resposta específica de l’organisme (proteïnes pcgL, pgtE, pagP) fins a augmentar la resistència del bacteri dins l’hoste (proteïnes mgtA, mgtB, mgtC), passant pel desencadenament de canvis en la paret cel·lular del microbi, l’activació del propi gen PhoP i la regulació dels processos de transcripció, posttranscripció i posttraducció entre d'altres

### Altres condicions inductores de la virulència en el cas deSalmonella
Molts articles fan referència a una condició inductora (nivells baixos de Mg2+ extracitoplàsmic) del procés d'activació d'aquest sistema de dos components, però n'hi ha d'altres com la presència d'AMPs (pèptids antimicrobians) particulars, pH lleugerament àcid i/o un canvi osmòtic quan la Salmonella enterica necessita activar la seva virulència.
Quant al pH, sabem que és un factor clau per la regulació de molts processos biològics a nivell fisiològic en les nostres cèl·lules: una variació del seu valor habitual, normalment controlat gràcies a tampons que tenim a nivell fisiològic, pot provocar un incorrecte funcionament d'orgànuls i en conseqüència provocar malalties, inclosa la mort cel·lular. En el cas dels patògens bacterians, aquest factor varia quan es dona una infecció d'hostes eucariotes.
El canvi osmòtic és detectat pel sistema de dos components tant de Salmonella enterica com d'Escherichia Coli. En anglès, a aquest procés se'n diu osmosensing: a diferència de les altres condicions prèviament citades, la detecció del canvi osmòtic no necessita el domini sensor periplasmàtic de PhoQ. El domini transmembrana de PhoQ canviarà de conformació a causa d'un canvi de grossor de la membrana cel·lular i pressió lateral (en condicions hiperosmòtiques).

## Estructura

### PhoQ
El PhoQ és el sensor histidina cinasa del sistema regulador de dos components, i és l'element clau per a l’activació del sistema. Les histidines cinases generalment són homodímers que tenen un domini d’unió al lligand a l'extrem N-terminal, i un domini proteïna cinasa a l'extrem C-terminal. Aquest darrer domini és responsable de l’autofosforilació de la histidina amb ATP i de la posterior transferència del grup fosfat a un Aspartat del regulador de la resposta - en el cas del sistema PhoP/PhoQ, al PhoP. PhoQ és una proteïna associada a la membrana que es veu regulada segons la concentració del catió Mg2+, o del Ca2+, al medi que l'envolta. A concentracions baixes del catió té la funció catalítica autocinasa, en canvi, a concentracions altes, actua com a fosfatasa. 

En Salmonella typhimurium, s’ha vist que PhoQ és una proteïna de 487 aminoàcids, que pesa 55.467 Da, i que es localitza al locus STM1230.

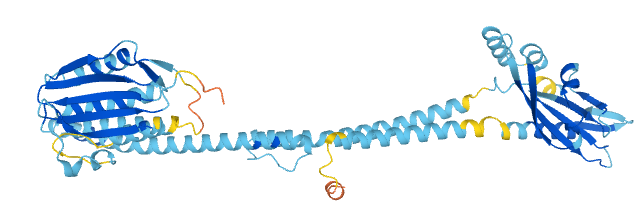
' (sensor domain) de PhoQ, específic a E. Coli i situat en la regió periplasmàtica. Els colors representen la precisió del model tridimensional. Blau fosc: molt alt; blau cel: alt; groc: baix; taronja: molt baix.

Per tal de realitzar la seva funció catalítica, a l'estructura de PhoQ hi ha llocs d’unió a metalls en les posicions 151, 152, 202, 386 i 443, i regions d’unió al nucleòtid ATP en les seqüències 386-394, 416-421 i 435-447. Pel que sembla, l’aminoàcid Thr-48 podria estar involucrat en el canvi de conformació que permet l'equilibri entre els estats cinasa i fosfatasa de la proteïna.
Quant a l'estructura secundària de PhoQ, s’han identificat 10 conformacions hèlix α, 16 làmines β i un gir. Pel que fa a la conformació tridimensional, en l'estudi de la topologia de la proteïna, s'ha observat que PhoQ presenta diferents dominis. Primer de tot, una regió citoplasmàtica, després una regió transmembrana helicoïdal, una regió periplasmàtica, una altra transmembrana i finalment una citoplasmàtica, en aquest ordre. També s’han estudiat els dominis HAMP i proteïna cinasa, que es localitzen en les posicions 215-266 i 274-481, respectivament.

Finalment, s’han estudiat diferents possibles estructures per a PhoQ: 1YAX, 3CGY, 3CGZ, 4UEY.

### PhoP
El primer component d'aquest sistema regulador és la proteïna PhoP, composta en la majoria de cèl·lules per 223 aminoàcids i que actua com a regulador de resposta: permet una transducció de senyals intracel·lulars en funció de les característiques del medi al qual la cèl·lula està exposat per assegurar una adaptació correcta per part de l'organisme.

#### Domini regulador
El domini regulador de PhoP està compost per 5 hèlixs α i 5 làmines β. A més, presenta una simetria doble en l'hèlix α-4, làmina β-5 i hèlix α-5.

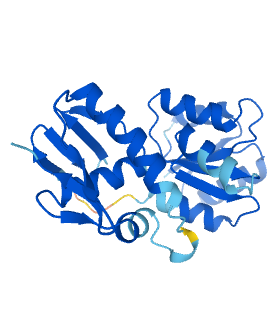
Quan PhoP es dimeritza (després de la fosforilació), s'activa el ' que té com a funció regular la transcripció (transcriptional regulatory protein) a la caixa PhoP de l'ADN: activació de PAG (PhoP-activated genes) i inhibició de PRG (PhoP-repressed genes). Aquesta representació tridimensional és específica a E. Coli (strain K12). Els colors representen la precisió del model tridimensional. Blau fosc: molt alt; blau cel: alt; groc: baix; taronja: molt baix.

El domini regulador pot ser modificat per PhoQ, una histidina proteïna cinasa, aconseguint una major estabilitat per part de l’homodímer (estructura que es forma quan es combinen dues molècules del mateix tipus de proteïna). Es tracta d'una fosforilació d'un Aspartat conservat per PhoQ. També s'ha de tenir en compte que PhoP té una activitat d'autofosfatasa intrínseca, és a dir que seria capaç d'eliminar el grup fosfat per si mateix sense dependre d'altres circumstàncies, per poder desactivar-se si hi ha algun retard.

##### Forma activada
La forma activada es dona quan hi ha condicions d'inducció (nivells baixos de Mg2+ extracitoplàsmic, i/o presència de AMPs particulars i/o pH àcid lleu).
Quan el domini regulador és fosforilat es produeix una estabilització de l'homodímer. Aquesta estabilització és deguda a diferents interaccions que es van poder conèixer gràcies al procés de cristal·lització d'un anàleg del grup fosfat, el BeF₃- (fluorur de beril·li) en el domini regulador d' Escherichia coli. Es va poder observar que els 3 fluors (F) interaccionen amb elements diferents: el primer fluor forma un enllaç amb el catió Mg2+ mentre que el segon fluor s'uneix mitjançant un pont d'hidrogen a l'aminoàcid Thr 79. L'últim fluor interacciona amb l'aminoàcid Lys 101 gràcies a un pont salí.

##### Forma inactivada
El domini regulador adopta la forma inactivada en condicions fisiològiques normals (condicions no inductores). Ja no parlem de dímer però de monòmers.
Cal destacar que a concentracions més elevades, PhoP en forma inactivada es dimeritza. Aquest procés és similar a l'acció de PhoP en la seva forma fosforilada (activada) i dimeritzada.

#### Domini C-terminal efector
El domini C-terminal efector s'activa quan es produeix la dimerització en el domini regulador: és a dir que la fosforilació de PhoP no provoca un canvi de conformació en el domini efector.
Un cop aquest domini s'ha activat per canvi de conformació, adquireix una funció específica que és possible gràcies al motiu hèlix-gir-hèlix que presenta PhoP (es tracta d'un motiu que presenten les proteïnes que pertanyen a la família de reguladors de resposta OmpR / PhoB). Aquesta conformació permet la unió del domini C-terminal efector a l'ADN i la regulació de la transcripció. La unió té lloc en la caixa PhoP que té com a seqüència GTTTA.
En condicions no inductores, PhoQ desfosforilarà el PhoP-P, llavors la transcripció dels gens que eren aleshores activats serà dificultada.

## Procés: des de l'activació a l'acció
Els microorganismes detecten una gran quantitat de senyals extracel·lulars. Aquests sistemes combinen el reconeixement i la posterior transducció del senyal, induint la regulació de l'expressió d'alguns gens.
El Mg 2+ i el Ca 2+ són senyals fisiològics que controlen des del medi extracel·lular l’activitat del sistema regulador PhoP/PhoQ en la Salmonellae enterica. La proteïna PhoQ és un sensor extracel·lular de Mg 2+ i Ca 2+ que modula la transcripció de gens regulats per PhoP. Aquesta modulació és deguda a tres reaccions químiques fonamentals: autofosforilació del PhoQ, transferència del grup fosfat del PhoQ al PhoP i la desfosforilació del PhoP (regulant la transcripció del material genètic).
Diferents estudis han analitzat la capacitat de diferents ions divalents per modular la transcripció de gens, dit d'una altra manera, s'ha analitzat la capacitat de cations a actuar com a molècules de senyalització primària. El Mg2+ sembla ser el catió fisiològicament més efectiu per regular el complex. El Ca2+ i Mn2+ poden substituir a Mg2+, però altres cations divalents com per exemple el Ni2+, Cu2+ i Ba2+ no semblen tenir cap efecte.

### Autofosforilació del PhoQ
PhoQ, el sensor quinasa del sistema de dos components, és la proteïna encarregada de la transducció del senyal primària que interactua directament amb el lligand de senyal. La PhoQ presenta una llarga cua citoplasmàtica i un domini periplàsmic. El domini periplàsmic és ric en residus àcids, els quals podrien estar implicats en la seva unió amb Mg2+ i Ca2+. La unió del domini periplàsmic amb els cations divalents indueix a l'autofosforilació de l'extrem C-terminal del domini citoplasmàtic de PhoQ, reacció en la qual el γ-fosfat de l'ATP es transfereix a un residu d'Histidina conservat (His277).
L'activitat autocinasa del sensor depèn de les concentracions micromolars de Mg2+ del medi, ja que en diferents estudis no va ser detectada activitat de fosforilació sense aquest ió. És a dir, els substrats necessaris per dur a terme la fosforilació de la PhoQ són l'ATP, el qual a través de la seva hidròlisi donarà lloc a ADP i γ-fosfat, i les concentracions micromolars de Mg2+ del medi extracel·lular. A més a més, s’ha observat que la Histidina conservada (His277) sembla ser l’únic aminoàcid on es produeixi la fosforilació, ja que en la PhoQ mutada (PhoQH277V, en lloc de tenir una histidina té una Valina) no es va donar la fosforilació.

### Transferència del grup fosfat del PhoQ al PhoP
Cada sensor cinasa s'aparella a una proteïna reguladora de resposta que normalment du a terme l'acció de transcriure gens específics. La interacció entre el sensor quinasa i el seu regulador fa que es doni lloc una transferència del grup fosfat, que es transfereix de PhoQ a PhoP. El PhoP, és a dir, la proteïna reguladora de resposta, es troba en el citoplasma. En el seu extrem N-terminal s’hi troba un residu d’Aspartat (Asp), el qual acceptarà el grup fosfat del PhoQ. Aquesta modificació es propagarà fins a l'extrem C-terminal de la proteïna PhoP afectant les propietats d’unió amb el DNA.
En el cas del sistema regulador de dos components d'Escherichia coli, el grup fosforil transferit des de PhoQ, s'utilitza per estabilitzar la conformació activa de PhoP (PhoP ~ P) induint la seva dimerització. Aquesta dimerització indueix a una millor afinitat de la proteïna PhoP amb el material genètic. En canvi, en el sistema regulador de dos components de Salmonella enterica s'ha demostrat que no necessàriament s'ha de produir una dimerització, ja que en solució l'estat monomèric de PhoP i l'estat dimèric de PhoP estan en un equilibri dinàmic.

### Desfosforilació de PhoP
Quan hi ha altes concentracions de Mg2+ (o altres ions divalents) en el medi es produeix la desfosforilació de PhoP, amb l'alliberació d'un fòsfor inorgànic. Per tant, el Mg2+ indueix l'activitat fosfatasa en la PhoQ que desfosforila a PhoP. L'activitat cinasa de PhoQ es manté sempre constant, mentre que els diferents estímuls fan variar l'activitat fosfatasa.
En conclusió, es pot afirmar que en medis amb baixa concentració de Mg2+ predomina l'activitat cinasa induint a una major formació de PhoP ~ P (PhoP activitat) i, al seu temps, induint l'expressió de gens necessaris per al supervivència de la cèl·lula. En canvi, quan es donen concentracions milimolars de Mg2+ en el medi, aquest catió interactua amb el domini periplàsmic de PhoQ desplaçant l'equilibri cap a un estat fosfatasa. En aquestes condicions, el PhoP ~ P es desfosforila i l'expressió dels gens finalitza.

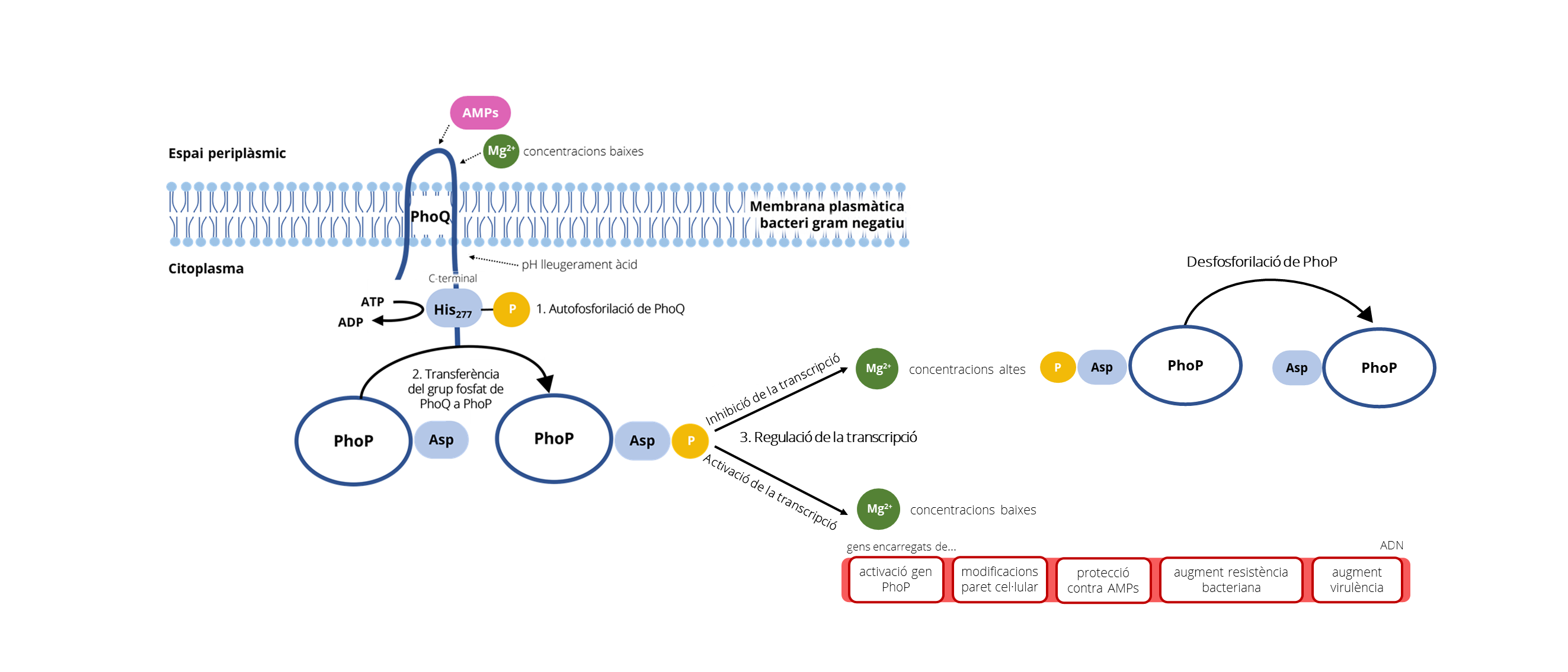
Procés d'activació del sistema de dos components
PhoP/PhoQ.PhoQ s’activa a baixes concentracions de magnesi, a pH lleugerament àcid i amb presència de pèptids antimicrobians (AMPs). Aleshores comença el procés d’activació seguint tres passos: 1. es produeix l’autofosforilació de PhoQ; 2. es produeix la transferència del grup fosfat de PhoQ a PhoP (activació de PhoP); 3. es dona la regulació de la transcripció de certs gens (depenent de les condicions ambientals, o s’activa o s’inhibeix la transcripció).